# Нікола Кекич
Ніко́ла Ке́кич (хорв. Nikola Kekić; нар. 18 січня 1943, Старий Град-Жумберацький) — хорватський греко-католицький єпископ, правлячий єпископ Крижевецької єпархії з 25 травня 2009 до 18 березня 2019 року.

## Біографія
Нікола Кекич народився 17 січня 1943 року в сім'ї Миколи і Ангели Кекич в місцевості Старий Град у Хорватії. Початкову освіту здобув у Сошіце та Ілоку, середню — у гімназії-ліцеї при Інституті Братів Менших у Загребі. Вищі богословські студії розпочав у католицькому університеті у Загребі, а завершив у Римі, в Папському університеті Урбаніана, де отримав ступінь бакалавра теології, та Папському східному інституті, де здобув ліценціат з історії Церкви. Він був семінаристом Папської української колегії святого Йосафата в Римі. Священицьке рукоположення прийняв 1970 року з рук греко-католицького єпископа Гавриїла Букатка, після чого розгорнув широку душпастирську діяльність в різних греко-католицьких парафіях Хорватії: був парохом в Мрзло Полє, директором греко-католицького духовного центру в Карловац, парохом в Прібіч, віце-ректором греко-католицької духовної семінарії і парохом співкатедрального собору святих Кирила і Методія в Загребі. Від 1990 року він був ректором вищеназваної семінарії.

### Єпископ
25 травня 2009 року Папа Римський Бенедикт XVI призначив священика Ніколу Кекича єпископом Крижевецьким, після того як попередній єпископ Славомир Мікловш подав у відставку в зв'язку з досягненням відповідного віку. Єпископська хіротонія відбулася 4 липня 2009 року в катедральному соборі Пресвятої Тройці у Крижевцях. Головним святителем був єпископ Славомир Мікловш, а співсвятителями — загребський римо-католицький архієпископ кардинал Йосип Бозанич і апостольський нунцій у Хорватії архієпископ Маріо Роберто Кассарі.
18 березня 2019 року папа Франциск зречення Ніколи Кекича з уряду єпископа Крижевецького.
Нікола Кекич володіє хорватською, італійською, німецькою та українською мовами.